# Dub (ort i Bosnien och Hercegovina)
Dub är en ort i Bosnien och Hercegovina.   Den ligger i entiteten Federationen Bosnien och Hercegovina, i den centrala delen av landet, 17 km väster om huvudstaden Sarajevo. Dub ligger 647 meter över havet och antalet invånare är 216.
Terrängen runt Dub är huvudsakligen kuperad, men åt sydost är den bergig. Dub ligger nere i en dal.Runt Dub är det ganska tätbefolkat, med 93 invånare per kvadratkilometer.. Närmaste större samhälle är Sarajevo, 17,1 km öster om Dub. 
I omgivningarna runt Dub växer i huvudsak blandskog.